# Magodonga Mahlangu
Magodonga Mahlangu là người đấu tranh cho quyền phụ nữ ở Zimbabwe, đã được tổng thống Barack Obama trao giải Nhân quyền Robert F. Kennedy năm 2009, chung với tổ chức Women of Zimbabwe Arise (WOZA).

## Cuộc đời và Sự nghiệp
Mahlangu sinh ra và lớn lên ở tỉnh Nam Matebeleland. Chị học ở một trường tư thục, đậu bằng huấn luyện kiêm quản lý thể thao và làm chủ một câu lạc bộ thể dục thể thao. Năm 2003 chị bắt đầu gia nhập tổ chức Women of Zimbabwe Arise (WOZA), do Jenni Williams thành lập, và là người lãnh đạo tổ chức này.
Tới năm 2008, Mahlangu đã từng bị chính phủ Mugabe bắt giữ 25 lần. Tổ chức Theo dõi Nhân quyền đã lên án các vụ bắt giữ Mahlangu và Williams lặp đi lặp lại, nói sau một vụ bắt giữ rằng chính phủ Zimbabwe phải thả những người phụ nữ này và "cho phép xã hội dân sự quyền biểu tình một cách hòa bình".
Gia đình Mahlangu hiện nay sống ở ngoài Zimbabwe. Chị không kết hôn và không có con.

## Giải thưởng
Năm 2009, Mahlangu đã được trao Giải Nhân quyền Robert F. Kennedy. Khi trao giải cho Mahlangu và tổ chức Woza, tổng thống Obama đã phát biểu: "Bằng tấm gương của mình, Magodonga đã cho những phụ nữ của tổ chức Woza và người dân Zimbabwe thấy rằng họ có thể làm suy yếu sức mạnh của kẻ đàn áp họ bằng sức mạnh của riêng họ - họ có thể làm hao mòn sức mạnh của một nhà độc tài bằng sức mạnh của riêng họ. Lòng can đảm của cô đã truyền cảm hứng cho những người khác để tập họp họ". Trong lời phát biểu khi nhận giải, Mahlangu đã trích dẫn lời của Robert F. Kennedy: "Tương lai không phải là một món quà: đó là một thành tựu. Mỗi thế hệ sẽ giúp làm ra tương lai của riêng thế hệ mình".